# Le Vignon-en-Quercy
Le Vignon-en-Quercy é uma comuna francesa na região administrativa da Occitânia, no departamento de Lot. Estende-se por uma área de 21.82 km², e possui 1.010 habitantes, segundo o censo de 2018, com uma densidade de 46 hab/km².
Foi criada, em 1 de janeiro de 2019, a partir da fusão das antigas comunas de Les Quatre-Routes-du-Lot e Cazillac.